# Astrid Hoem

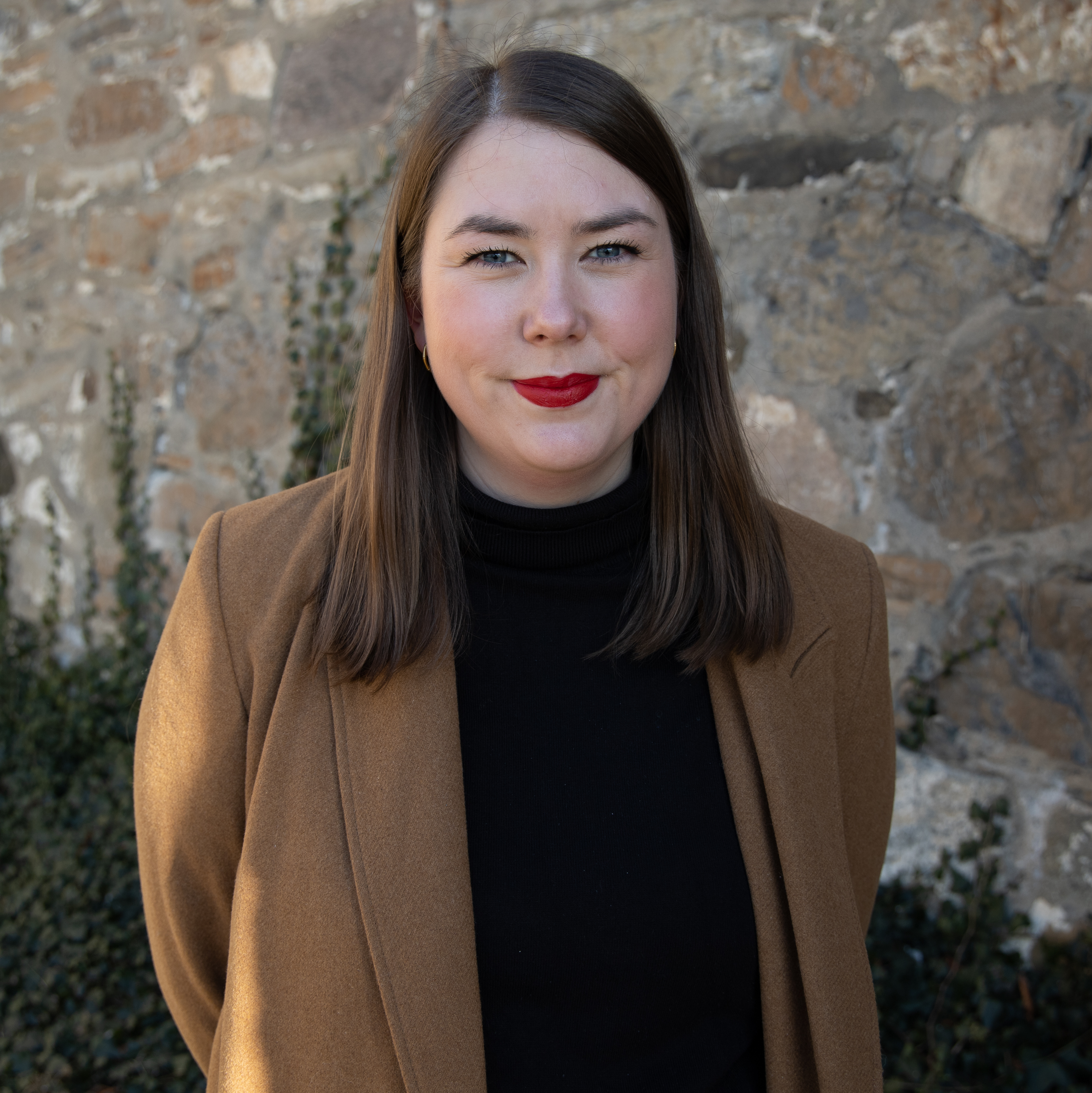
Astrid Hoem, 2021

Astrid Willa Eide Hoem (* 4. Januar 1995) ist eine norwegische Politikerin der Arbeiderpartiet (Ap). Seit Februar 2025 ist sie Staatssekretärin. Von Oktober 2020 bis Oktober 2024 war sie die Vorsitzende der Parteijugend Arbeidernes Ungdomsfylking (AUF).

## Leben
Hoem stammt aus Kristiansund. In ihrer Jugend wurde sie Mitglied der Arbeiderpartiet-Jugend Arbeidernes Ungdomsfylking (AUF). In ihrer Heimatkommune wurde sie Vorsitzende der AUF. Sie war beim Anschlag auf der Insel Utøya am 22. Juli 2011 beim dort stattfindenden Lager der Parteijugend anwesend, wobei eine Freundin, mit der sie angereist war, ums Leben kam. Sie trat bei den Parlamentswahlen 2013 und Parlamentswahlen 2017 jeweils im Wahlkreis Møre og Romsdal an. Bei beiden Wahlen konnte sie nicht in das norwegische Nationalparlament Storting einziehen. Hoem studierte Entwicklungsstudien, worin sie einen Bachelorabschluss hält.
Ab Oktober 2018 fungierte Hoem als stellvertretende Vorsitzende der AUF. Im Oktober 2020 wurde Hoem zur neuen AUF-Vorsitzenden gewählt. Sie wurde die Nachfolgerin von Ina Libak, die nicht mehr zur Wahl angetreten war. Im Alter von 25 Jahren wurde Hoem die jüngste AUF-Vorsitzende seit 45 Jahren. Im April 2024 kündigte sie an, im Oktober 2024 nicht erneut für den Posten der AUF-Vorsitzenden zu kandidieren. Ihr Nachfolger wurde Gaute Børstad Skjervø.
Am 4. Februar 2025 wurde sie zur Staatssekretärin in der Regierung Støre ernannt. Sie wurde im Klima- und Umweltministerium unter Andreas Bjelland Eriksen tätig.